# Landet Oz

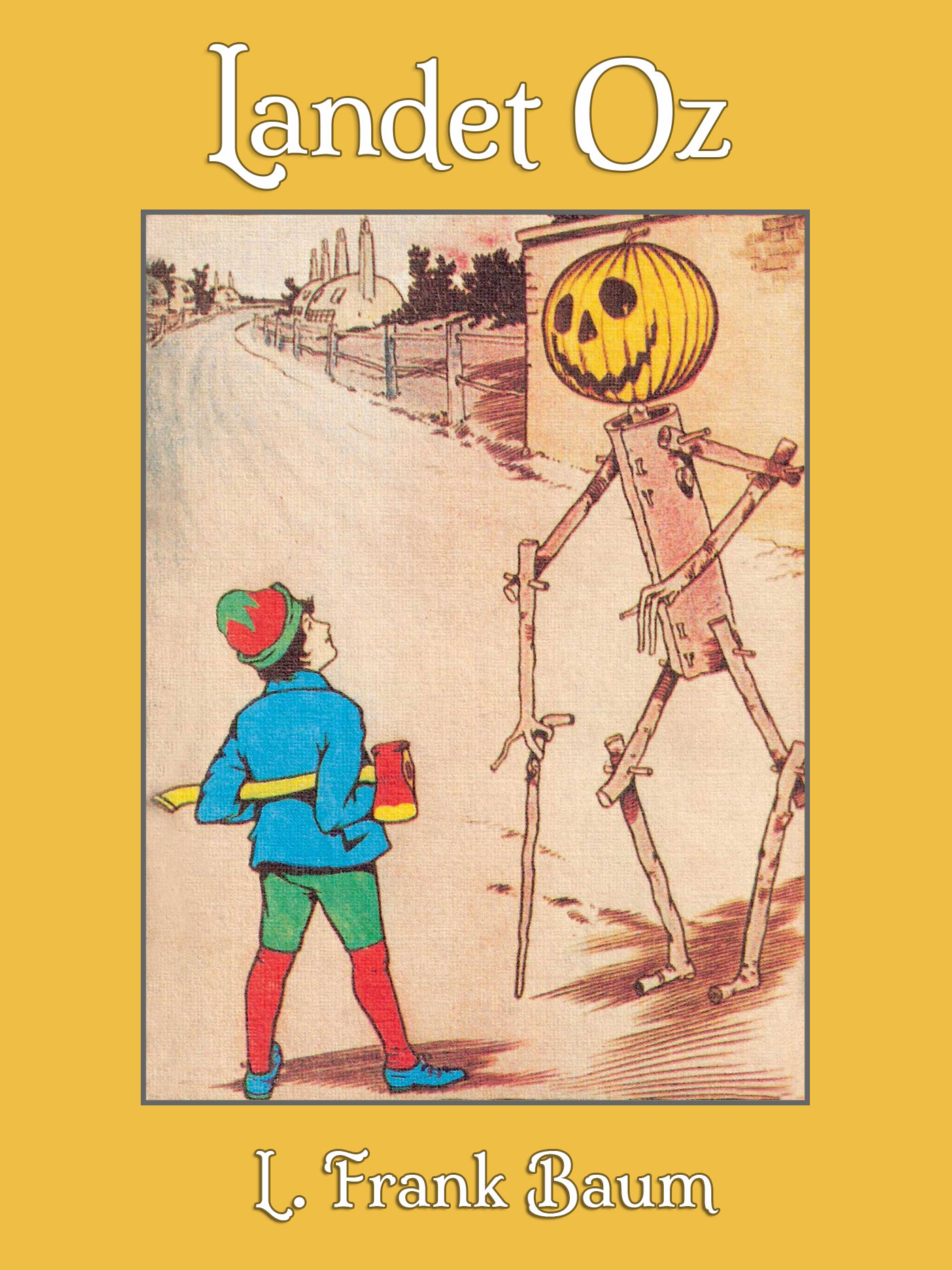

Landet Oz är den andra delen av de 14 böcker L. Frank Baum skrev om landet Oz. Den publicerades den 5 juli 1904 och är den första uppföljaren till Trollkarlen från Oz (1900). Detta var den första boken i serien som illustrerades av John R. Neill som också illustrerade de nästkommande 34 böckerna ur den berömda serien som inkluderar 40 böcker, därför har John R. Neills illustrationer blivit nästan synonyma med serien av Oz-böcker. Vissa element från Landet Oz (1904) användes i Disneyfilmen Tillbaka till Oz (1985) av Walter Murch.

## Handling
Boken utspelar sig efter att landet Oz blivit invaderat och Fågelskrämman har störtats från kungatronen. Under sin flykt söker han upp gamla och nya vänner och de ger sig ut för att leta upp Oz rättmätiga härskare. Den hemska häxan Mobi tycks veta var man kan finna härskaren.